# دابرين
دابرين (بالإنجليزية: Ergotin) شبه قلوي يستخرج من عاكوب الشيلم.

## التسمية
الاسم دابرين مشتق من دابرة ويُقال لها العاكوب أو المهماز، وهي الزائدة القرنية القاسية التي تكون في مؤخر رجل الديك